# Antequera-Santa Ana
Antequera-Santa Ana (hiszp: Estación de Antequera-Santa Ana) – stacja kolejowa położona 17 km na wschód od Antequera, w prowincji Málaga, we wspólnocie autonomicznej Andaluzja, w Hiszpanii. Znajduje się na linii szybkiej kolei Kordoba-Málaga. Obsługiwana jest przez pociągi AVE, Altaria, Trenhotel i Avant.